# Eucrostes pygmaea
Eucrostes pygmaea är en fjärilsart som beskrevs av Hans Rebel 1907. Eucrostes pygmaea ingår i släktet Eucrostes och familjen mätare. Inga underarter finns listade i Catalogue of Life.